# Programari descatalogat
En informàtica s'anomena programari descatalogat (abandonware en anglès), al programari que ja no es desenvolupa ni es manté pel titular dels seus drets d'autor. Habitualment es tracta de jocs o programes sense funcions avançades que tenen més de 5 anys d'antiguitat.
Alguns propietaris abandonen aquest programari, ja que no els és rendible, però d'altres opten per vendre'l a molt baix preu o fins i tot regalar-lo.
Altrament, per pròpia definició, el programari basat en codi obert no es consideraria tècnicament com a programari descatalogat, atès que qualsevol persona pot encarregar-se del seu manteniment.